# Primorskaja
Primorskaja (in russo:Приморская) è uno dei capolinea della Linea Nevsko-Vasileostrovskaja, la Linea 3 della metropolitana di San Pietroburgo. È stata inaugurata il 28 settembre 1979 e si trova sull'Isola dei Decabristi.